# Проїзд Гамченка (Житомир)
Проїзд Гамченка — проїзд в Богунському районі міста Житомира.

## Характеристики
Розташований на Мальованці, на теренах Закам'янки. З'єднує вулиці Радивілівську та Закам'янську.

## Історія
Проїзд виник з дороги між хуторами і дворами Закам'янки, що сформувалася до другої половини ХІХ століття. Протягом кінця ХІХ століття — середини ХХ століття проїзд з'єднував тодішній початок Радзивілівської вулиці з вулицею Другою Мельничною (нині Закам'янська). Садиби обабіч проїзду сформувалися до початку ХХ століття. Проїзд отримав назву у 1996 році.